# Fraction de commune
 (août 2024).
La mise en forme du texte ne suit pas les recommandations de Wikipédia : il faut le « wikifier ».
Les points d'amélioration suivants sont les cas les plus fréquents. Le détail des points à revoir est peut-être précisé sur la page de discussion.
- Les titres sont pré-formatés par le logiciel. Ils ne sont ni en capitales, ni en gras.
- Le texte ne doit pas être écrit en capitales (les noms de famille non plus), ni en gras, ni en italique, ni en « petit »…
- Le gras n'est utilisé que pour surligner le titre de l'article dans l'introduction, une seule fois.
- L'italique est rarement utilisé : mots en langue étrangère, titres d'œuvres, noms de bateaux, etc.
- Les citations ne sont pas en italique mais en corps de texte normal. Elles sont entourées par des guillemets français : « et ».
- Les listes à puces sont à éviter, des paragraphes rédigés étant largement préférés. Les tableaux sont à réserver à la présentation de données structurées (résultats, etc.).
- Les appels de note de bas de page (petits chiffres en exposant, introduits par l'outil «  Source ») sont à placer entre la fin de phrase et le point final[comme ça].
- Les liens internes (vers d'autres articles de Wikipédia) sont à choisir avec parcimonie. Créez des liens vers des articles approfondissant le sujet. Les termes génériques sans rapport avec le sujet sont à éviter, ainsi que les répétitions de liens vers un même terme.
- Les liens externes sont à placer uniquement dans une section « Liens externes », à la fin de l'article. Ces liens sont à choisir avec parcimonie suivant les règles définies. Si un lien sert de source à l'article, son insertion dans le texte est à faire par les notes de bas de page.
- La présentation des références doit suivre les conventions bibliographiques. Il est recommandé d'utiliser les modèles {{Ouvrage}}, {{Chapitre}}, {{Article}}, {{Lien web}} et/ou {{Bibliographie}}. Le mode d'édition visuel peut mettre en forme automatiquement les références.
- Insérer une infobox (cadre d'informations à droite) n'est pas obligatoire pour parachever la mise en page.

Pour une aide détaillée, merci de consulter Aide:Wikification.
Si vous pensez que ces points ont été résolus, vous pouvez retirer ce bandeau et améliorer la mise en forme d'un autre article.
La fraction de commune est, dans le canton de Vaud en Suisse, une portion de commune qui jouit de la personnalité morale de droit public pour l’exercice de ses attributions sur une portion de territoire communal. Dans ces limites, elle est assimilée à une commune. Elle continue toutefois de faire partie de sa commune à tous autres égards. Elle possède un Conseil de Village (ou Conseil exécutif), dont les membres sont élus parmi la population de la fraction. Un président est également désigné.

## Liste des fractions de commune

### Vaud
Dans le Canton de Vaud, la législation concernant les fractions de commune se trouve au Chapitre XII de la Loi 175.11 sur les communes (LC) du 28 février 1956, art. 129 à 136. Ce canton possède huit fractions de commune dont sept à la vallée de Joux :
- Commune du Chenit : Le Sentier[5], Le Brassus[6], L'Orient[7] ;
- Commune de L'Abbaye : L'Abbaye[8], Les Bioux[9], Le Pont[10] ;
- Commune du Lieu : Le Séchey[11].

La huitième fraction vaudoise encore existante à ce jour est La Coudre, fraction de la commune de L'Isle.

## Anciennes fractions de commune
La susdite commune du Lieu a compté, par le passé, deux fractions supplémentaires ; celle du Lieu, dissoute en 2004, ainsi que celle des Charbonnières, dissoute en 2010, réintégrant la commune du Lieu au 1er janvier 2011,.
La commune de Montreux a compté la fraction de commune du village de Sâles-Chêne-Crin jusqu'au 17 juin 2014, date de sa dissolution par un décret du Grand Conseil vaudois.